# Egeta
Egeta (actual Brza Palanka) fou una ciutat de Mèsia a la vora el Danubi, al lloc on Trajà va construir un pont per travessar el riu. Era seu d'una guarnició formada per una divisió de la XIII Legio i un esquadró de cavalleria.